# مارك فيني
مارك فيني (بالإنجليزية: Mark Feeney)‏ هو باحث ومؤلف وصحفي وكاتب وبروفيسور أمريكي، ولد في 28 يوليو 1957 في وينتشتر ‏ في الولايات المتحدة.